# Lethe nagaraja
Lethe nagaraja är en fjärilsart som beskrevs av Hans Fruhstorfer 1911. Lethe nagaraja ingår i släktet Lethe och familjen praktfjärilar. Inga underarter finns listade i Catalogue of Life.